# Helena Markson
Helena Markson (Londres, 1934 – 2012) é uma artista britânica conhecida pelo seu trabalho como gravurista.
Markson nasceu em Londres em 1934. De 1952 a 1956, ela frequentou a Escola Central de Artes e Ofícios de Londres. Em 1970 ela mudou-se para Israel. Em Israel, ensinou arte na Academia de Artes e Design - Bezalel, no Instituto Avni de Arte e Design e na Universidade de Haifa, onde fundou os estúdios de gravura da universidade. Ela morreu em Cambridge em 2012.
O seu trabalho encontra-se na colecção permanente do Tate Museum, do Walker Art Gallery, Liverpool, e do Ben Uri Gallery &amp; Museum.